# Assistant dentaire
 (novembre 2009).
L’assistant dentaire est un professionnel qui peut travailler dans un cabinet dentaire d’omnipratique ou au sein d'un cabinet spécialisé en orthodontie, implantologie, parodontologie, endodontie ou bien en odontologie pédiatrique. Il peut exercer son activité au sein d'un cabinet privé pour le compte d'un praticien en exercice libéral, en cabinet de groupe (SCM, SCP), dans un centre hospitalier, ou bien dans un centre dentaire privé ou mutualiste.
Conformément à la convention collective nationale des cabinets dentaires, il a pour fonction principale d’assister le chirurgien-dentiste en cours de soin et d'assurer l'hygiène et l'asepsie du cabinet. Il doit en outre disposer de : 
- Compétences techniques,
- Compétences relationnelles,
- Compétences administratives.

## Tâches
Parmi ces différentes tâches qui lui sont attribuées :
- assistance au fauteuil où le chirurgien dentiste et l’assistant travaillent de concert. L’assistant doit connaître tout autant que son praticien les soins et le matériel à utiliser pour pouvoir au mieux l’assister. Il doit donc, tout en écartant langue et joue, et aspirant salive et sang, lui donner chaque instrument utile à tel ou tel moment du soin, tout en gardant un œil attentif au bien être du patient
- il gère la décontamination des surfaces, du fauteuil et s'assure de la stérilisation des instruments.
- il prend en charge la gestion des inventaires et est en contact avec les différents fournisseurs.
- il suit l’envoi et l’arrivée des différents travaux de prothèses entre son cabinet et les laboratoires, et vérifie l’exactitude du travail demandé.
- il a des connaissances en informatique pour la gestion des dossiers patients et la prise des radios numériques. Il peut être amené à faire des radios argentiques, donc doit être capable de les prendre et de les développer (pratique de plus en plus rare avec l’arrivée de la radio numérique).
- il accueille les patients et peut être amené à donner les rendez-vous et à l’occasion gérer les appels téléphoniques.
- il fait régler les patients à l'occasion, délivre les feuilles de soins et les ordonnances.

Pour devenir assistant dentaire, une formation en alternance de 18 mois est obligatoire en France.
- Hygiéniste dentaire, terme utilisé en Suisse et au Québec